# SBŠ Ostrava
SBŠ Ostrava (celým názvem: Sportovní basketbalová škola Ostrava) je český ženský basketbalový klub, který sídlí v Ostravě v Moravskoslezském kraji. Založen byl v roce 1999 s prioritním zaměřením na výchovu mladých hráček. Od sezóny 2014/15 působí v české nejvyšší basketbalové soutěži žen, známé pod názvem Ženská basketbalová liga. Klubové barvy jsou zelená a bílá.
Své domácí zápasy odehrává ve sportovní hale Ostrava-Tatran s kapacitou 1 200 diváků.

## Historické názvy
- 1999–2000 – NH Ostrava[5]
- 2000–současnost – SBŠ Ostrava

## Soupiska sezóny 2022/2023
| Číslo | Stát       | Hráčka                     | Ročník | Výška  |
| ----- | ---------- | -------------------------- | ------ | ------ |
| 1     | Česko      | Anna Kubíčková             | 1999   | 189 cm |
| 2     | Česko      | Eliška Kubíčková           | 2003   | 174 cm |
| 3     | Česko      | Veronika Szabó             | 2003   | 175 cm |
| 5     | Česko      | Kateřina Káňová            | 1996   | 178 cm |
| 6     | Česko      | Zuzana Vlosinská           | 2004   | 175 cm |
| 7     | Česko      | Adéla Smutná               | 1999   | 183 cm |
| 8     | Česko      | Michaela Kynclová          | 2004   | 175 cm |
| 9     | Česko      | Alena Bačová               | 2002   | 172 cm |
| 10    | Česko      | Natálie Rašková            | 1999   | 168 cm |
| 11    | Česko      | Tereza Motyčáková          | 1992   | 170 cm |
| 12    | Česko      | Kristýna Menšíková         | 2000   | 174 cm |
| 13    | Polsko     | Wiktoria Maria Duchnowska  | 2000   | 176 cm |
| 14    | Česko      | Tereza Šandová             | 2004   | 172 cm |
| 15    | USA        | Anacia Marchelle Wilkinson | 1997   | 188 cm |
| 16    | Česko      | Dorota Saviola             | 2004   | 170 cm |
| 18    | Česko      | Klára Brodová              | 2005   | 191 cm |
|       | Polsko     | Edyta Ewa Falenczyk        | 1993   | 181 cm |
|       | Chorvatsko | Tea Perić                  | 1999   | 180 cm |
|       | USA        | Megan Elaine Mullings      | 1992   | 185 cm |
|       | Slovensko  | Bianka Kloknerová          | 2003   | 174 cm |

## Umístění v jednotlivých sezonách
Zdroj: 
Legenda: ZČ - základní část, červené podbarvení - sestup, zelené podbarvení - postup, fialové podbarvení - reorganizace, změna skupiny či soutěže
| Česko (2005 – ) |                 |           |                 |           |                                     |
| Sezóna          | Název v ročníku | Úroveň    | Soutěž          | ZČ        | Play-off                            |
| 2005/06         | SBŠ Ostrava     | 3. úroveň | 3. liga – sk. B | 3. místo  | Finálová skupina (3. místo)         |
| 2006/07         | SBŠ Ostrava     | 3. úroveň | 3. liga – sk. B | 5. místo  | Play-out (1. místo)                 |
| 2007/08         | SBŠ Ostrava     | 3. úroveň | 2. liga – sk. B | 1. místo  | Finálová skupina (2. místo)         |
| 2008/09         | SBŠ Ostrava     | 3. úroveň | 2. liga – sk. B | 4. místo  | Administrativní postup              |
| 2009/10         | SBŠ Ostrava     | 2. úroveň | 1. liga         | 11. místo | Play-out (4. místo)                 |
| 2010/11         | SBŠ Ostrava     | 2. úroveň | 1. liga         | 10. místo | Play-out (3. místo)                 |
| 2011/12         | SBŠ Ostrava     | 2. úroveň | 1. liga         | 3. místo  | Čtvrtfinále                         |
| 2012/13         | SBŠ Ostrava     | 2. úroveň | 1. liga         | 5. místo  | Čtvrtfinále                         |
| 2013/14         | SBŠ Ostrava     | 2. úroveň | 1. liga         | 6. místo  | Čtvrtfinále; administrativní postup |
| 2014/15         | SBŠ Ostrava     | 1. úroveň | ŽBL             | 10. místo | Play-out (3. místo)                 |
| 2015/16         | SBŠ Ostrava     | 1. úroveň | ŽBL             | 11. místo | Play-out (3. místo)                 |
| 2016/17         | SBŠ Ostrava     | 1. úroveň | ŽBL             | 9. místo  | Play-out (1. místo)                 |
| 2017/18         | SBŠ Ostrava     | 1. úroveň | ŽBL             | 11. místo | Play-out (3. místo)                 |
| 2018/19         | SBŠ Ostrava     | 1. úroveň | ŽBL             | 9. místo  |                                     |
| 2019/20         | SBŠ Ostrava     | 1. úroveň | ŽBL             | 6. místo  |                                     |
| 2020/21         | SBŠ Ostrava     | 1. úroveň | ŽBL             | 6. místo  |                                     |
| 2021/22         | SBŠ Ostrava     | 1. úroveň | ŽBL             | 8. místo  |                                     |
| 2022/23         | SBŠ Ostrava     | 1. úroveň | ŽBL             | 7. místo  |                                     |
| 2023/24         | SBŠ Ostrava     | 1. úroveň | ŽBL             | 7. místo  |                                     |